# Neonitocris nigripes
Neonitocris nigripes là một loài bọ cánh cứng trong họ Cerambycidae.